# Balázs Taróczy
Balázs Taróczy (* 9. května 1954, Budapešť) je bývalý maďarský tenista. Největších úspěchů dosáhl v mužské čtyřhře. V roce 1981 v ní vyhrál French Open a roku 1985 Wimbledon. V obou případech byl jeho spoluhráčem Švýcar Heinz Günthardt. V roce 1985 se stal třetím nejlepším světovým deblistou dle žebříčku ATP. Ve dvouhře bylo jeho maximem na žebříčku 12. místo (duben 1982). Na grandslamu pak dvě čtvrtfinále v Paříži (1976, 1981). Byl proslulý svou úspěšností na Dutch Open (nazývané obvykle dle místa konání Hilversum), které vyhrál šestkrát. V letech 1973 až 1985 nastupoval za maďarský daviscupový tým, jeho bilance v Davisově poháru byla 76 výher a 19 proher. Jezdil i na univerziády, má z nich dvě stříbra ze singlu (1973, 1977) a jeden bronz z deblu (1973). Kariéru ukončil roku 1990. Na turnajích vydělal 1,4 milionu dolarů. V letech 1989 až 1990 byl trenérem Gorana Ivaniševiće.